# Luci Fufi
Luci Fufi (en llatí Lucius Fufius) va ser un orador romà que era més gran d'edat que Ciceró però del que va ser contemporani. Probablement formava part de la gens Fúfia.
L'any 98 aC va acusar Mani Aquil·li d'extorsió durant el seu govern a Sicília el 101 aC, però l'acusat, defensat per Antoni l'orador va ser absolt, encara que hi havia proves de la seva culpabilitat. La seva oratòria era apassionada, característica que va conservar tota la seva vida fins que ja quasi no tenia veu per la seva avançada edat.